# Accel Partners
Accel Partners es una empresa de inversión y de administración de activos, principalmente a través de fondos de capital riesgo. Accel Partners inyecta fondos en una compañía en una etapa inicial de crecimiento a cambio de una participación accionarial. Desde su creación, en 1983, la compañía ha invertido más de $ 8.800 millones de dólares. Tiene oficinas en Palo Alto (California), Nueva York, Londres, India y China (a través de una sociedad con International Data Group, IDG-Accel).

## Historia
Accel Partners fue fundada en 1983 por los socios Arthur Patterson y Jim Swartz. En 2000, Accel acordó crear una empresa conjunta con Kohlberg Kravis Roberts para formar Accel-KKR, una empresa de capital riesgo centrada en compañías tecnológicas cuyo campo de trabajo sea Internet. El tamaño de las empresas participadas es mediano o grande y los porcentajes de participación suelen ser de control de la entidad.
Además, Accel continuó con otros proyectos, como el fondo Accel X, pensado para invertir en incipientes start ups, con una dotación de $ 480 millones en diciembre de 2008. Este fondo se ha dirigido hacia empresas con gran crecimiento, en sectores tecnológicos y digitales necesitados de financiación. Principalmente, en campos como tecnología de la información, internet, medios de comunicación digitales, móvil, networking, software y servicios on line.
En 2011, Accel recaudó más de $ 2.000 millones para cuatro nuevos fondos de inversión, dos para empresas chinas, con más de $ 1.000 millones y dos para empresas tecnológicas estadounidenses.

## Inversiones
- Actuate
- AdMob
- Alfresco
- Altor Networks
- AMCC
- Atlassian
- Baidu
- BBN Technologies
- Brightcove
- ComScore
- Diapers.com
- Etsy
- Facebook
- Focus Media
- Foundry Networks
- Gameforge
- GetJar
- Gigle Networks
- Glam Media
- Groupon Inc.
- Infinera
- Interwoven
- JBoss
- Kayak
- Knewton
- Macromedia
- metroPCS
- Mochi Media
- Nimbula
- Playfish
- Polycom/PictureTel
- Portal Software
- QlikTech
- Real Networks
- Redback Networks
- ResearchGate
- Riverbed Technology
- SB Nation
- Sohu.com
- Supercell
- UUNet
- Veritas
- Walmart
- Webroot
- XenSource
- Zimbra

La firma normalmente hace más de 49 inversiones por año. A fecha de noviembre de 2020, Accel ha invertido en 59 unicornios. Normalmente invierte en las siguientes rondas después de Monashees, Trinity Ventures y Sutter Hill Ventures.